# La Cousine Bette (film, 1927)
Cet article concerne le film de Max de Rieux. Pour le film de Desmond Mac Anuff, voir La Cousine Bette.
Pour les articles homonymes, voir La Cousine Bette (homonymie).
La Cousine Bette est un film français réalisé par Max de Rieux, sorti en 1927, adapté de la nouvelle La Cousine Bette, tirée du recueil "Les Pauvres gens" d'Honoré de Balzac., Imprimerie de Boniface, Paris, 1847, 364 pp.

## Synopsis
D'après le roman d'Honoré de Balzac.
La cousine Bette, issue d'une famille parisienne bourgeoise à l'époque de Louis-Philippe Ier, détruit de façon machiavélique ceux qui l'ont exclue de leur clan et qui font état d'un bonheur qu'elle ne pourra jamais connaître.

## Fiche technique
- Titre : La Cousine Bette
- Réalisation : Max de Rieu
- Scénario : Max de Rieu, d'après la nouvelle La Cousine Bette d'Honoré de Balzac, tirée du recueil « Les Pauvres gens », Imprimerie de Boniface, Paris, 1847, 364 pp.
- Conseiller littéraire : M. Bouteron
- Assistant-réalisateur : Cyril Godonoff
- Direction de la photographie : Maurice Guillemin
- Décors : Claude Dauphin (sous le nom de Claude Franc-Nohain)
- Affiche dessinée par : G. Elisabeth
- Production : Astor Film
- Pays de production : France
- Format : noir et blanc – muet – 1,33:1 – 35 mm – 4 000 m, ramené à 2 650 m
- Genre : drame
- Dates de sortie : 
  - Monde : 1927 [réf. souhaitée]
  - France : 1928

## Distribution
- Germaine Rouer : Valérie Marneffe
- Alice Tissot : Élisabeth Fischer, la cousine Bette
- François Rozet : le comte Wenceslas Steinbock
- Jane Huteau : Jenny Cadine
- Suzy Pierson : Josepha
- Mansuelle : Célestin Crevel
- Andrée Brabant : la comtesse Hortense Steinbock
- Maria Carli : Adeline Hulot
- Henri Baudin : le baron Hulot d'Ervy
- Marcel Blancard : Victorin Hulot d'Ervy
- Pierre Finaly : Le baron Frédéric de Nucingen
- Eugène de Creus : le maréchal Hulot
- Charles Lamy : Marneffe
- Léon Guillot de Saix : Claude Vignon
- Nell Haroun : le baron Montejanes
- Jules Reval : Stiedman
- Dolly Fairlie
- Véra Flory

### Livre connexe
- René Gaillard (d'après le film de Max de Rieux), « La Cousine Bette » (d'après Honoré de Balzac), Paris, 1927.